# 色满乡
色满乡，是中华人民共和国新疆维吾尔自治区喀什地区喀什市下辖的一个乡镇级行政单位。

## 行政区划
色满乡下辖以下地区：
阿克吾依拉村、阿塔古村、吐格村、墩艾日克村、哈里瓦甫村、墩吾依拉村、提坎贝什村和科克艾日克村。